# Љубодраг Ђурић
Љубодраг Ђурић (Ужице, 25. јул 1917 — Београд, 10. јул 1988) био је учесник Народноослободилачке борбе, генерал-мајор ЈНА и друштвено-политички радник СФРЈ и СР Србије.

## Биографија
Рођен је 25. јула 1917. године у Ужицу. Потицао је из многобројне и сиромашне породице. Његов отац Новица био је опанчарски радник, родом из села Заовине, код Бајине Баште и имао је петоро деце: синове — Драгослава, Љубодрага и Желимира и ћерке — Драгу и Софију. Сво петоро деце из породице Новака Ђурића завршило је Учитељску школу и били су учитељи.
После завршене основне школе, Љубодраг је по угледу на старијег брата и сестру уписао Учитељску школу у Ужицу. Због припадања револуционарном омладинском покрету, заједно са Добривојем Видићем је новембра 1936. године био искључен из четвртог разреда Учитељске школе, па су обојица школовање наставили у Алексинцу, али су тамо фебруара 1937. били ухапшени и поново искључени из школе. Љубодраг је потом школовање наставио у Осијеку.
Године 1938. по завршетку Учитељске школе, као учитељ-приправник, био је послат на службу у село Дукат, код Босилеграда. Исте године је и примљен у чланство Комунистичке партије Југославије (КПЈ). Августа 1939. године био је премештен на службу у село Вионица, код Ивањице. Током службе у овом селу, активно је партијски радио међу сељацима, а крајем 1939. године је формирао партијску ћелију за села Придворице и Вионицу и био њен секретар. Током овог периода, посебно је на партијским задацима сарађивао са Милисавом Матовићем, са којим је успео да обнови рад Културно-уметничког друштва „Јавор“. Био је члан Учитељске задруге „Вук Караџић“ и веома активно је сарађивао са другим учитељима из ивањичког краја, који су били чланови или симпатизери КПЈ. Године 1940. био је на месечном партијском курсу у Сијаринској бањи.
Његов млађи брат Желимир био је секретар Окружног комитета КПЈ за Ужице и њихова кућа у Ужицу је била један од главних пунктова КПЈ у граду. Ту у својој породичној кући, Љубодраг је упознао многе познате ужичке револуционаре, али и партијске функционере. У предратном периоду, сарађивао је и са Петром Стамболићем, који је био инструктор Покрајинског комитета КПЈ за Србију, задужен за партијски рад у западној Србији. Новембра 1940. године учествовао је у ради Окружне конференције ОК КПЈ за Ужице одржане у близини села Буара.
Љубодрагова партијска активност није била непримећена од стране среских власти, па су оне издејствовале код власти да буде премештен из Ивањичког среза. Половином новембра 1940. године, премештен је у босанско село Калаузовиће, код Сокоца. Пошто је у близини овог села, на падинама Озрена, пролазила шумска пруга, Љубодраг је почео политички да ради са шумским радницима, који су одржавали пругу. У овом селу Љубодраг је успоставио добар контакт са сељацима, али је са њима мало политички радио, јер су они живели доста традиционално. Због учешћа на демонстрацијама против забране УРС-ових синдиката, почетком 1941. године у Ужицу, као и каснијег сведочења на суду поводом погибије демонстранта Радоја Марића, секретара ОК СКОЈ-а за Ужице, фебруара 1941. био је позван на војну вежбу. Тада је био упућен у пешадијски пук „Стеван Немања“ и са њим је отишао на терен у село Коморане, код Глоговца. Заједно са њим у овој јединици био је и његов друг и члан КПЈ, Ђуро Меденица.

### Народноослободилачка борба
Напад Сила Осовине на Краљевину Југославију, априла 1941. године, затекао их је на маршу ка Приштини. Убрзо потом његова јединица је, услед расула, била разбијена у првој борби са Немцима, у Качаничкој клисури. После распада јединице, Ђуро и Љубодраг су избегли заробљавање и пошли пут Санџака, одакле је се Љубодраг упутио у Ужице, а Ђуро у Црну Гору. По доласку у Ужице, у договору са братом Желимиром, који је био секретар ОК КПЈ за Ужице и Слободаном Пенезићем Крцуном, отишао је у Бајину Башту, где је имао задатак да ради на стварању партијске организације. Тамо се није задржао дуго, јер га је срески начелник протерао, претећи му хапшењем. Потом се вратио у Ужице, где се преко Часлава Гавриловића, начелника Банске управе, заједно са још неколико учитеља-комуниста запослио као учитељ у селу Дренови, да би као бивши војни обвезник избегао одвођење у заробљеништво.
Крајем маја 1941. године учествовао је на партијском саветовању ужичких комуниста, којем је присуствовало 25 истакнутих комуниста Ужичког среза и околине, међу којима су били: Желимир Ђурић Жељо, Слободан Пенезић Крцун, Добривоје Видић, Стеван Чоловић, Вукола Дабић, Јеврем Поповић и др. Такође, овом саветовању присуствовао је и секретар ПК КПЈ за Србију, Благоје Нешковић. Заједно са студентом Добрилом Петровићем, Љубодраг је на овом саветовању био задужен за партијско-политички рад у Златиборском срезу. Почетком јуна одржано је ново саветовање ужичких комуниста, коме је такође присуствовао Благоје Нешковић и на коме је донета одлука да се при партијским руководствима формирају војне секције и да се активније ради на прикупљању оружја и припреми народа за борбу. Убрзо потом у Чајетини је била формирана још једна партијска ћелија, чији је секретар био Љубодраг. После напада Немачке на Совјетски Савез, 22. јуна, избегао је опште хапшење комуниста и њихових симпатизера и прешао је у илегалу. Убрзо потом отишао је у партизане.
Половином августа формирана је Златиборска партизанска чета „Перо Поповић Ага“, а Љубодраг је постао њен политички комесар. Ова чета убрзо је ушла у састав Ужичког партизанског одреда „Димитрије Туцовић“. Када је 1. марта 1942. године формирана Друга пролетерска ударна бригада, Ђурић ступа у њене редове и постаје заменик команданта бригаде Ратка Софијанића. На том месту је остао до јуна 1942, када преузима дужност команданта бригаде и на њеном челу остаје све до након Пете непријатељске офанзиве, када га је у септембру 1943. године заменио Средоје Урошевић. Потом је прешао на место команданта Друге пролетерске дивизије.
Дана 18. октобра 1944. године именован је Командантом града Београда.

### Послератни период
Марта 1945. године преузео је од Митра Бакића дужност шефа кабинета Маршала Југославије. У то време, Ђурић је становао заједно са Титом у Белом двору. Као блиски сарадник, свакодневно је проводио доста времена са Титом, бринући се, уз Милана Жежеља, и о његовој безбедности. Године 1949. поново је заменио Митра Бакића на дужности генералног секретара Владе ФНРЈ, а тиме је и аутоматски постао министар у Влади.
Упоредо са овом дужношћу, обављао је и друге друштвено-политичке функције. Био је народни посланик у Народној скупштини НР Србије и Народној скупштини ФНРЈ, члан Централног комитета КП Србије, члан Републичког одбора Народног фронта Србије, члан Централног одбора Савезног одбора СУБНОР-а Југославије, члан Привредног савета Владе ФНРЈ, члан Секретаријата за законодавство и изградњу народне власти Владе ФНРЈ, као и председник Удружења резервних официра Југославије. Имао је чин генерал-мајора ЈНА у резерви.
Политичка каријера Љубодрага Ђурића нагло је прекинута после његовог излагања на Шестом конгресу КПЈ, у Загребу, новембра 1952. године. Иако је на Конгрес дошао у својству делегата и члана ЦК КП Србије, те није планирао да се јави за реч, а уз то му је Тито саопштио одлуку да ће га предложити за чланство у ЦК КП Југославије, четвртог дана Конгреса је ипак иступио. Он је у свом излагању изнео критику на рачун руководећих људи у Партији, споменуо занемаривање нижих партијских кадрова, отворивши питање морала и „пољуљаних етичких принципа“, алудирајући и на свој лични сукоб са Петром Стамболићем. Своје излагање Ђурић није успео да заврши, већ је уклоњен са говорнице и одмах одведен у затвор загребачке Удбе, где је задржан 20 дана, а затим је пребачен у београдску „Главњачу“, где је провео још 22 дана. По сопственом признању, последњи је затвореник који је изашао из „Главњаче“, јер је убрзо потом срушена.
После изласка из затвора, Ђурић је лишен свих дотадашњих политичких функција и, после два одбијена намештења, постављен за директора Државног пољопривредног добра „Срем“ у Руми. Августа 1954. године, на лични захтев премештен је у Београд, где је добио учитељску службу у Основној школи „Свети Сава“ на Врачару. Крајем 1955. године почиње његова постепена „рехабилитација“, када је постављен за помоћника директора Савезног завода за социјално осигурање, а априла 1958. године, на Седмом конгресу СКЈ, враћен је у чланство Савеза комуниста Југославије (СКЈ).
Новембра 1960. године постављен је за директора и одговорног уредника Новинске установе „Службени лист СФРЈ“ и на овој дужности, на којој је заменио генерал-пуковника ЈНА Радована Вукановића, је остао до пензионисања, децембра 1969. године. После Брионског пленума, Ђурић се после пуних 14 година сусрео са Јосипом Брозом Титом, 24. новембра 1966. године. У разговору који је сам Ђурић иницирао, желећи да Титу поклони први примерак свог Ратног дневника, Тито је истакао и како је било предлога да се Ђурић као затвореник ликвидира, али да је он то спречио. Након састанка са Титом, обећана му је била потпуна политичка рехабилитација и повратак у чланство ЦК СК Србије, али је у разговору са Добривојем Радосављевићем Ђурић то одбио, јер је услов био да се одрекне смењених другова Александра Ранковића и Светислава Стефановића Ћеће.
Извршио је самоубиство 10. јула 1988. године, у свом стану у Баба Вишњиној улици 19, у Београду. Последње што је пред смрт забележио јесу стихови из песме „По шумама и горама“: Партизан сам, тим се дичим, то не може бити свак, умријети за слободу може само див јунак. Сахрањен је у Алеји заслужних грађана на Новом гробљу у Београду.

## Породица
Женио се четири пута и имао четворо деце — из првог брака са Загорком имао је сина Владимира, из другог брака са лекарком Славком Морић имао је сина Желимира Жељка и ћерку Милену, а из последњег брака са Хајром Шећибовић имао је ћерку Гордану.
Читава његова породица учествовала је у Народноослободилачкој борби од 1941. године. У току рата страдали су му — отац Новица (1875—1943), као борац Друге пролетерске бригаде, умро је од упале плућа априла 1943. године, у близини села Челебића; сахрањен је у Костурници меморијалног комплекса Долина хероја, и најмлађи брат Желимир (1919—1941), секретар ОК КПЈ за Ужице и организатор Ужичког партизанског одреда, погинуо новембра 1941. године на Златибору, а касније је проглашен за народног хероја Југославије. Други његов брат, Драгослав (1908—1975), носилац је Партизанске споменице 1941. и налазио се у професионалној војној служби у ЈНА са чином пуковника, а током рата је био у интендантури Друге пролетерске бригаде.

## Књиге и одликовања
Написао је две књиге — Ратни дневник, који је изашао 1966. и у коме је описао своја сећања на догађаје из НОБ, као и књигу Сећање на људе и догађаје, која је објављена 1989, после његове смрти и у којој је поред поновног евоцирања успомена из НОБ, описао и догађаје из свог послератног живота.
Такође, сарађивао је у изради већег броја књига и зборника на тему Ужица у НОБ и ратног пута Друге пролетерске бригаде, од којих се истичу: Друга пролетерска - зборник сећања, 1965; Неретва — зборник сећања, 1965; Јунак наше партије - Милинко Кушић, 1979; Златибор у рату и револуцији, 1981. и др.
Носилац је Партизанске споменице 1941. и других југословенских одликовања, међу којима су — Орден партизанске звезде првог реда и Орден братства и јединства првог реда.